# Manoir de Coatgouray
Le manoir de Coatgouray est situé à Bégard, en France.

## Localisation
Le manoir est situé sur la commune de Bégard, dans le département des Côtes-d'Armor, dans la région Bretagne.

## Description
Le manoir est implanté sur le site d'une ancienne maison forte médiévale dominant le Jaudy, dont il reste quelques vestiges archéologiques. Le logis est un ancien logis-porche construit au tournant des XIVe siècle et XVe siècle et modifié à plusieurs reprises entre le XVIe siècle et le début du XXe siècle, qui conserve une bonne lisibilité de ses dispositions originelles et plusieurs détails ornementaux caractéristiques. Il s'accompagne de plusieurs dépendances et d'un beau colombier du XVIe siècle ou XVIIe siècle, à l'architecture typique de la région.

## Historique
Le manoir est inscrit au titre des monuments historiques par arrêté du 19 septembre 2019.

## Protection
Éléments protégés : le logis en totalité, le colombier en totalité, les dépendances et vestiges de dépendances en totalité (à l’exclusion des hangars récents), murs et sols d’assiette de la cour et des anciens jardins, le sol d’assiette et les vestiges de l'ancienne maison forte.